# ATP Challenger Marseille
Der ATP Challenger Marseille (offiziell: Marseille Challenger) war ein Tennisturnier, das 1991 in Marseille, Frankreich, stattfand. Es gehörte zur ATP Challenger Tour und wurde im Freien auf Hartplatz gespielt.

## Liste der Sieger

### Einzel
| Jahr | Sieger        | Finalgegner    | Ergebnis      |
| ---- | ------------- | -------------- | ------------- |
| 1991 | Ronald Agénor | Martin Střelba | 5:7, 6:4, 6:2 |

### Doppel
| Jahr | Sieger                               | Finalgegner             | Ergebnis      |
| ---- | ------------------------------------ | ----------------------- | ------------- |
| 1991 | Massimo Boscatto Stefano Pescosolido | Tom Kempers Tom Nijssen | 6:2, 2:6, 6:3 |